# Alexander Knox
Alexander Knox (16 ianuarie 1907 – 25 aprilie 1995) a fost un actor canadian. Este autorul romanelor de aventură care au acțiunea în secolul al XIX-lea în zona Marilor Lacuri.

## Viață și carieră

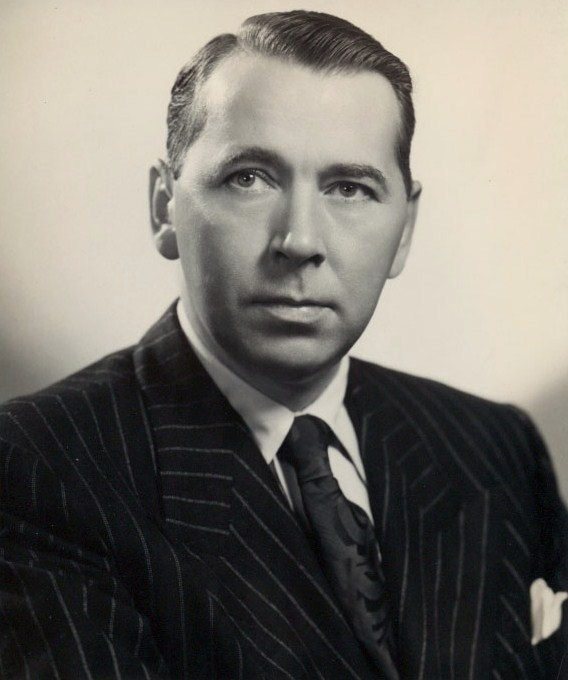
Alexander Knox (anii 1940)

S-a născut la Strathroy-Caradoc în Canada. A absolvit University of Western Ontario.
Mai târziu s-a mutat la Boston, Massachusetts pentru a lucra ca actor de teatru la Boston Repertory Theatre. După ce compania a dat faliment după căderea bursei din 1929, Knox s-a reîntors la London, Ontario unde în următorii doi ani a lucrat ca reporter la The London Advertiser înainte de a se muta la Londra, Anglia unde, de-a lungul anilor 1930, a apărut în câteva filme. 
A jucat în 1940 alături de Jessica Tandy în producția de pe Broadway Jupiter Laughs și în 1944 a fost ales de Darryl F. Zanuck pentru a juca rolul principal și titular din Wilson, un film biografic despre președintele Woodrow Wilson, rol pentru care a câștigat Globul de Aur și a fost nominalizat la Premiul Oscar pentru cel mai bun actor. 
Cu toate acestea, în timpul McCarthismului, a fost trecut pe Lista neagră de la Hollywood și s-a reîntors în Marea Britanie. 
A jucat roluri principale în The Sea Wolf, Over 21, Sister Kenny, The Vikings, Europa '51, None Shall Escape și Nicholas and Alexandra, precum și roluri secundare, spre sfârșitul carierei sale, în The Damned, Joshua Then and Now și Tinker Tailor Soldier Spy.
A scris șase romane de aventură: Bride of Quietness (1933), Night of the White Bear (1971), The Enemy I Kill (1972), Raider's Moon, The Kidnapped Surgeon și Totem Dream. A mai scris piese de teatru și cel puțin trei romane cu detectivi sub pseudonim înainte de 1945.
Knox a fost căsătorit cu actrița americană Doris Nolan (1916–1998) din 1944 până la moartea sa din 1995. Ei au avut un fiu, Andrew Joseph Knox (n. 1947; care s-a sinucis în 1987) care a fost actor și a jucat în Doctor on the Go și care a fost căsătorit cu Imogen Hassall. Alexander Knox a decedat în Berwick-upon-Tweed, Northumberland, UK de cancer la oase.

## Filmografie (selecție)
- 1936 Rembrandt
- 1938 The Gaunt Stranger
- 1939 Cheer Boys Cheer
- 1941 The Sea Wolf
- 1942 Commandos Strike at Dawn
- 1944 None Shall Escape
- 1944 Wilson, regia Henry King
- 1945 Over 21
- 1946 Sister Kenny
- 1948 The Sign of the Ram
- 1949 The Judge Steps Out
- 1949 Joe, barmanul din Tokyo (Tokyo Joe), regia Stuart Heisler
- 1951 I'd Climb the Highest Mountain
- 1951 Two of a Kind
- 1951 The Son of Dr. Jekyll, regia Seymour Friedman
- 1951 Man in the Saddle
- 1952 Europa '51
- 1954 The Sleeping Tiger
- 1954 The Divided Heart
- 1955 Noaptea în care mi-a sunat ceasul (The Night My Number Came Up), regia Leslie Norman
- 1955 Alias John Preston
- 1956 Reach for the Sky
- 1957 High Tide at Noon
- 1957 Hidden Fear
- 1959 Misterul vasului Mary Deare (The Wreck of the Mary Deare), regia Michael Anderson
- 1958 Chase a Crooked Shadow
- 1958 Vikingii (The Vikings), regia Richard Fleischer
- 1958 Intent to Kill
- 1958 The Two-Headed Spy
- 1959 Operation Amsterdam, regia Michael McCarthy
- 1960 Crack in the Mirror
- 1960 Oscar Wilde
- 1962 Ziua cea mai lungă, (The Longest Day), regia Ken Annakin (GB), Andrew Marton (USA), Bernhard Wicki (CH), Darryl F. Zanuck (USA)
- 1963 In the Cool of the Day
- 1963 Blestemații (The Damned), regia Joseph Losey
- 1963 Man in the Middle
- 1964 Woman of Straw
- 1965 Fisură în Pământ (Crack in the World), regia Andrew Marton
- 1965 Mister Moses
- 1966 The Psychopath
- 1966 Modesty Blaise
- 1966 Khartoum, regia Basil Dearden
- 1967 A 25-a oră (The 25th Hour), regia Henri Verneuil
- 1967 Accident
- 1967 You Only Live Twice
- 1967 How I Won the War
- 1968 Villa Rides
- 1968 Shalako
- 1969 Domnișoara doctor, (Fräulein Doktor), regia Alberto Lattuada : general Peronne
- 1969 Run a Crooked Mile (film TV)
- 1970 Skullduggery, regia Gordon Douglas
- 1971 Urmărire la Amsterdam (Puppet on a Chain), regia Geoffrey Reeve
- 1971 Nicolae și Alexandra (Nicholas and Alexandra), regia Franklin J. Schaffner
- 1977 Holocaust 2000
- 1979 Tinker Tailor Soldier Spy
- 1979 Churchill and the Generals, regia Alan Gibson
- 1983 Gorky Park
- 1985 Joshua Then and Now

## Legături externe
Materiale media legate de Alexander Knox la Wikimedia Commons
- Alexander Knox la Internet Movie Database
- en Alexander Knox la Internet Broadway Database
- New York Times obituary